# Anomis leucolopha
Anomis leucolopha är en fjärilsart som beskrevs av Louis Beethoven Prout 1928. Anomis leucolopha ingår i släktet Anomis och familjen nattflyn. Inga underarter finns listade i Catalogue of Life.